# Acidosi
Si definisce acidosi, in fisiologia e in patologia, una condizione clinica caratterizzata dalla riduzione del pH del plasma sanguigno, ovvero da un aumento degli idrogenioni (ioni idrogeno) al suo interno, denominata acidemia.
La classificazione delle alterazioni dell'equilibrio acido-base si basa sulla misurazione delle variazioni a carico del sistema bicarbonato-acido carbonico, il sistema tampone più importante (sia perché quantitativamente il più significativo, sia perché ha una componente volatile eliminabile in grandi quantità) per far fronte alla produzione di acidi da parte del nostro metabolismo (20000 meq al giorno).

## Fisiopatologia
In condizioni di normalità il pH del sangue (più precisamente del plasma) è lievemente alcalino, con valori compresi fra 7,35 e 7,45: risulta cioè maggiore del pH interno della cellula, che oscilla fra 7,0 e 7,3.
Tali valori sono mantenuti in un intervallo così stretto, nonostante la produzione giornaliera di acidi nel corso del metabolismo dei nutrienti (circa 1 millimole di idrogenioni per chilogrammo di peso corporeo ogni giorno), grazie all'azione dei sistemi tampone fisiologici (sistema del bicarbonato, proteine e ioni fosfato) che tramite diverse reazioni concorrono a neutralizzare gli acidi, e all'azione di alcuni organi come i polmoni e i reni: i primi eliminano rapidamente acidi sotto forma di anidride carbonica, mentre i secondi concorrono al mantenimento del pH con tempi maggiori, principalmente mediante il riassorbimento del bicarbonato.
La misurazione del sistema del bicarbonato plasmatico fornisce informazioni su tutti i sistemi tampone dell'organismo in quanto i sistemi tampone intra- ed extra-cellulari sono funzionalmente collegati.
Tradizionalmente si parla di acidosi respiratoria quando la riduzione (o la tendenza alla riduzione) del pH è legata a un aumento dell'anidride carbonica nel sangue; di acidosi metabolica quando è dovuta a una riduzione dei bicarbonati. Questa semplice distinzione permette di distinguere le acidosi derivanti da problemi a carico dell'apparato respiratorio (acidosi respiratoria), ma non consente di individuare immediatamente la causa di tutte le altre. L'acidosi metabolica, infatti, può essere la conseguenza sia di un eccessivo accumulo di acidi, prodotti dall'organismo o immessi dall'esterno, sia di una ridotta capacità dell'organismo stesso di tamponare gli acidi normalmente prodotti al suo interno a causa di un'eccessiva perdita di bicarbonati a livello renale.